# Borovice Coulterova

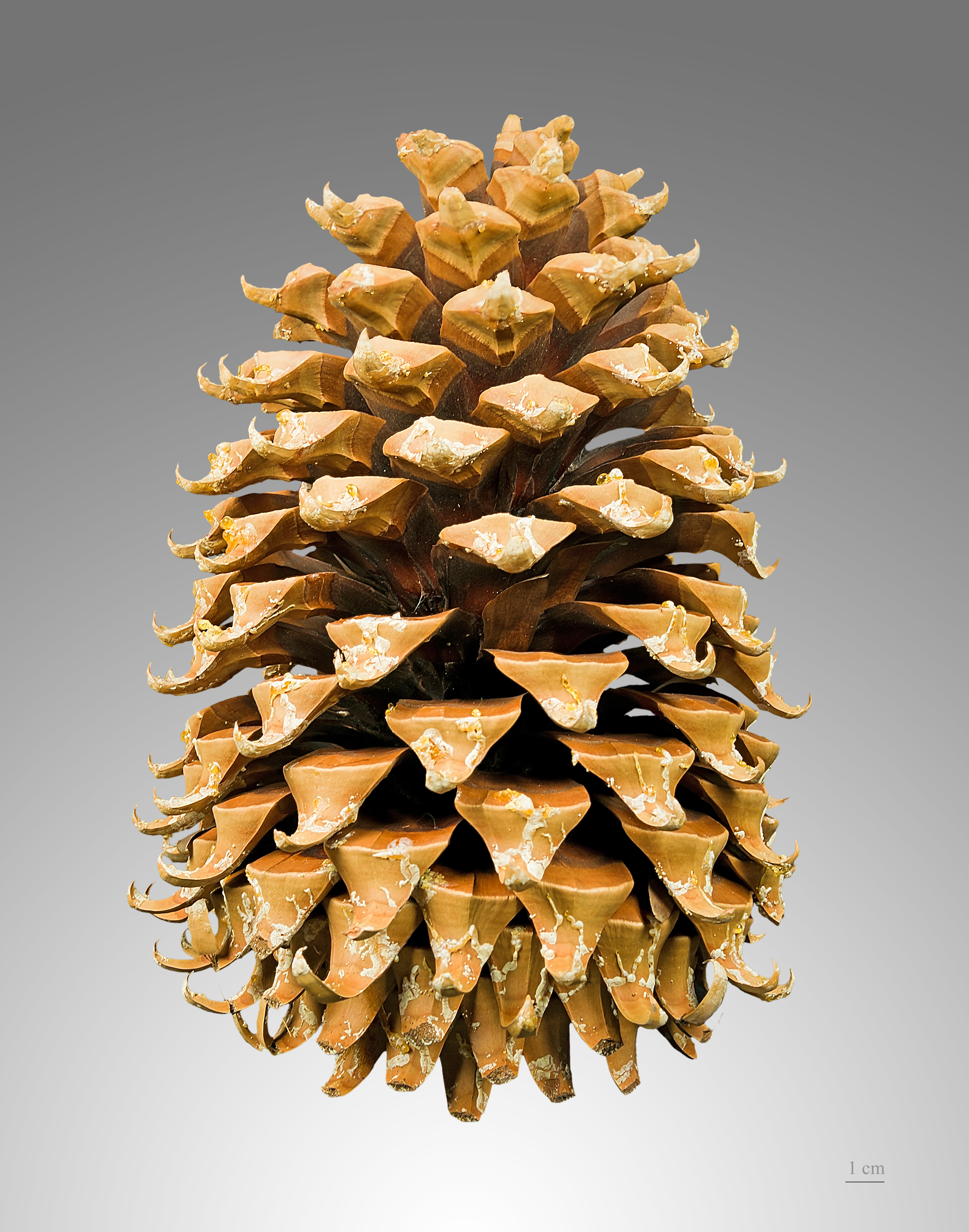
Šiška borovice Coulterovy

Borovice Coulterova (Pinus coulteri) je severoamerický druh tříjehličné borovice, která je zajímavá především svými šiškami, jedněmi z největších a nejtěžších ze všech jehličnanů.

## Synonyma
- Pinus macrocarpa Lindley, 1840
- Pinus Sabina Coulteri Loudon, 1842
- Pinus Sabiniana Parry, 1858 non Douglas

## Vzhled
Strom 13–25 m vysoký, se silnými, vodorovně rozloženými větvemi, které tvoří řídké přesleny. Spádný kmen, téměř černá silná borka, hrubě rozpraskaná. Letorosty silné, modravě bělavě ojíněné, lysé. Pupeny přišpičatělé, 25–40 mm, pryskyřičnaté. Jehlice po 3, velmi tuhé, vzpřímené, tmavě modrozelené, 12–25 cm, drsné, s průduchy, tvořící husté olistění větví. Šišky veliké a těžké (nezralé až 3 kg!), krátce stopkaté, lesklé, zralé žlutohnědé, 25–35 × 10–12 cm, pozdě otevíravé. Šupiny silné a dřevnaté, pupek dlouhý s drápovitým ostnem. Semena vejčitá, černá, jedlá, 12–18 mm, s 25–30 mm dlouhým křídlem.

## Výskyt
V západní části Severní Ameriky, (USA: Kalifornie (Coast Ranges jižně od ústí řeky Sacramento); SZ Mexiko: sev. Baja California). V České republice roste velmi vzácně, pouze několik mladších exemplářů (Průhonice), špatně snáší místní klima.

## Ekologie
Roste v polohách od 900 do 1800 m. Výrazně slunná dřevina. V České republice trpí mrazem, a proto je její pěstování ve střední Evropě nevhodné. Na překryvu jejího areálu s areálem borovice Jeffreyovy tvoří mezidruhové hybridy. V arboretu Sofronka rostou plodní trojnásobní zpětní kříženci s tímto druhem [Pinus (jeffreyi x coulteri) x jeffreyi x jeffreyi] ve věku cca 40 let, vzniklí z kontrolovaného křížení.

## Využití
Jako zdroj dřeva se příliš nehodí: má spádný kmen a je příliš větevnatá. Používá se v okrasných výsadbách jako dekorativní strom s obrovskými šiškami.

## Zajímavosti
V některých amerických státech (např. v Kalifornii) je zakázáno vysazovat ji do okrasných výsadeb a parků z důvodu možného zranění pádem šišek.